# Weissenbach an der Triesting
Weissenbach an der Triesting är en ort och kommun (Marktgemeinde) i Österrike.Den ligger i distriktet Baden i förbundslandet Niederösterreich, 40 km sydväst om huvudstaden Wien. Orten ligger vid floden Triesting och inom Wienerwald. En höjd inom kommunen är Peilstein. 
Kommunen består av fem orter (Ortschaften) (inom parentes invånarantal 1 januari 2024):
- Gadenweith (54)
- Kienberg (14)
- Neuhaus (643)
- Schwarzensee (60)
- Weissenbach an der Triesting (925)